# いきなり婚-目覚めたら人の妻?!-
『いきなり婚-目覚めたら人の妻?!-』（いきなりこん めざめたらひとのつま）は、櫻井音衣によるオンライン小説。小説投稿サイト『エブリスタ』（エブリスタ）にて2021年8月29日から2022年1月21日まで連載された。
登深ヲ作画による漫画版『いきなり婚 目が覚めたらイケメン上司の妻だった!?』（いきなりこん めがさめたらイケメンじょうしのつまだった）が、「めちゃコミック×ゼノン」（コアミックス）にて2023年4月21日より連載中。
漫画版は累計180万部を突破している（2025年3月時点 / 既刊単行本：電子版およびB6判各4巻の合算）。
2025年1月から3月まで、日本テレビ系列にてテレビドラマが放送された。

## 書誌情報
当初は電子書籍のみの発売・配信であったが、テレビドラマ化第1話放送と同時に紙書籍版の刊行も始まった。
電子書籍版
- 櫻井音衣（原作）・登深ヲ（漫画） 『いきなり婚 目が覚めたらイケメン上司の妻だった!?』 コアミックス〈ゼノンコミックス〉、既刊4巻（2024年12月21日現在[9]）
  1. 2024年1月19日発売
  2. 2024年5月20日発売
  3. 2024年9月20日発売
  4. 2024年12月21日発売

B6判：紙書籍版
- 櫻井音衣（原作）・登深ヲ（漫画） 『いきなり婚 目が覚めたらイケメン上司の妻だった!?』 コアミックス〈ゼノンコミックス タタン〉、既刊4巻（2025年3月7日時点[10]）
  1. 2025年1月7日発売[11][8]、ISBN 978-4-86720-722-2
  2. 2025年1月7日発売[12]、ISBN 978-4-86720-723-9
  3. 2025年2月7日発売[13][14]、ISBN 978-4-86720-731-4
  4. 2025年3月7日発売[15][10]、ISBN 978-4-86720-732-1

## テレビドラマ
『いきなり婚』のタイトルで、2025年1月8日（7日深夜）から3月26日（25日深夜）まで日本テレビ系列の『プラチナイト』枠（火曜版）の第2部『ドラマDEEP』にて放送された。主演は齊藤京子。

### キャスト

#### 主要人物
小柴真央（こしば まお）〈27〉
演 - 齊藤京子
国内大手食品企業「スマイル食品」に入社して5年目の営業部員。主に内勤で営業渉外アシスタント業務を担っており、きめ細やかな分析力やデータを纏めた書類作成は部内でも定評がある。
周囲には内緒で1年先輩の高田航太と社内恋愛をしていたが、高田の浮気を知り傷心。バーで知り合った男性と意気投合し、記憶が曖昧になるほど自棄酒を煽る。翌朝、目覚めた時に同じベッドで寝ていた男性・安藤創と酔った勢いで婚姻届けを提出してしまったことを知り蒼褪めた。また、創が新たに就任した部長であったため狼狽える。
交際0日で入籍に応じた創のことを訝しんでいたが、どのような時も真央を最優先に考え、真っ直ぐに愛情を示してくれる言動に徐々に絆されていく。
実家は兼業農家。両親が仕事で忙しかったため、長女の真央がきょうだいの面倒を見ていた。家事全般、特に料理に長けているのは少女のころから台所に立っていたからである。現在、家業は弟の隆次（演 - 丈太郎）が継いでおり、「スマイル食品」の契約農家のひとつである。
安藤創（あんどう はじめ）〈35〉
演 - 城田優
スマイル食品入社1年目で大ヒット商品を打ち出したエリート社員。直近3カ国を渡る海外赴任から帰国後、本社営業部に配属された最年少部長。真央の上司にあたる。
容姿端麗で長身、仕事もそつなく熟し、温厚ながらも主張するべきことは毅然とした態度で筋を通す性格。同期の池崎雅也とは義理の兄弟関係でもある。
「スマイル食品」の創業一族の直系で、現社長は実の父親である。父・栄治は創のことを持ち駒のひとつとしか思っていない冷淡さがあり、折り合いが悪い。また、創に承諾もなく取引先の社長令嬢・美香との結婚話を進めている事に反発している。
真央との出会いは10年前に遡る。その後、偶然の再会が幾度かあったのだが真央は覚えていなかった。創は謙虚で直向きな真央の笑顔に当初から惹かれていた。

#### スマイル食品
東美香（あずま みか）〈27〉
演 - 椛島光
真央の同期。自分のことを誰よりも可愛いと信じて疑わず、ぶりっ子をしていれば取り巻きの誰かが助け舟を出してくれると甘えている、あざとい系女子。仕事は全く出来ない職場のお荷物であるが悪びれることはなく、所詮は寿退社をするまでの腰かけと割り切っている。男癖が悪く、男をとっかえひっかえしている。
「スマイル食品」の取引先のひとつである「イーストアミューズ カンパニー」の社長令嬢。全てにおいてハイスペックな創に一目惚れをし、自分に相応しい結婚相手であると狙いを定めアプローチしているが、当の創には全く相手にされていない。しかし、母親が創の父親と画策している政略結婚の相手が偶然にも創であったため、俄然乗り気になっている。
高田航太（たかだ こうた）〈28〉
演 - 藤堂日向
「スマイル食品」営業部に勤務。真央の1年先輩であり交際相手。従順な真央に対して高圧的な態度をとるモラハラ男。見栄っ張りで自己中心的。地味な真央と交際していることを周囲に知られたくないため、真央にも口止めをしていた。
華やかなルックスの美香から誘われ、真央をキープした状態で浮気していた。しかし、贅沢が身についている美香を満足させられる収入もなくエスコートも下手なため早々に飽きられる。美香にフラれた高田は真央に復縁を迫る。
八木優花（やぎ ゆうか）〈26〉
演 - 工藤遥
真央の後輩で同僚。真央と仲が良く、恋愛相談にも気さくに応じている。
荒木太一（あらき たいち）
演 - 島丈明
真央の先輩。
吉田篤人（よしだ あつと）
演 - 塩顕治
真央の先輩。
小山将太（こやま しょうた）
演 -   浦上晟周
真央の後輩。
伊藤彩名（いとう あやな）
演 - 吉田茉椰
真央の同期。
池崎雅也（いけざき まさや）〈35〉
演 - 渡辺大
営業部の課長。部下からの信頼も厚い人格者。創とは同期で友人関係であると同時に、創の姉である未来と結婚したことにより義理の兄弟になった。
池崎未来（いけざき みらい）〈37〉
演 - 野波麻帆
真央と創が心の距離を縮める切っ掛けとなった出来事に係わった女性。創の実姉であり池崎課長の妻である。二児の母（原作では三児）。スマイル食品秘書課に勤務している。社長を務める父・栄治の経営方針や家族に対する態度を快く思っていない。真央と創の結婚を祝福している数少ない親族である。
安藤栄治（あんどう えいじ）〈60〉
演 - 髙嶋政伸
「スマイル食品」代表取締役社長。創と未来の実父。安藤家の直系である創と未来の母親と結婚する際に婿入りした野心家。創業者である安藤家の経営理念を古いと一蹴、現在会長職にある義母を失脚させる計略を練っている。理想とする事業拡大のためには他者を陥れる実力行使も厭わない。息子である創のことも手駒のひとつとしてしか見ていない。
美香の母親とは長年親密な関係にある。「イーストアミューズカンパニー」との繋がりを強固にするため、創と美香を結婚させる画策を企てる。
福住花乃子（ふくずみ かのこ）
演 - 丘みつ子
仕事も恋も失った真央が街を彷徨っていた時に優しく声をかけ、自宅に招いてくれた老婦人。5年前の4月、花乃子が外出先の路上で倒れたことがあった。その際、その場に居合わせ、入社式に遅刻することを厭わずに心肺蘇生法を施して命を救った女性が真央であった。偶然の再会に縁を感じ、素直で実直な真央に好感を持つ。
実はスマイル食品の会長、創と未来の祖母である。10年前に娘婿の栄治に会社の実権を譲り、会長に就いてからは隠居生活をしていた。しかし、栄治が創業時に掲げた会社理念を踏み躙り、更には創の妻となった真央を計略に嵌めて陥れたことを知り、憤りを覚える。会長権限で栄治の役職を解任し、代表取締役に創を指名した。

### スタッフ
- 原作 - 『いきなり婚』（櫻井音衣 / エブリスタ、登深ヲ / コアミックス）[6]
- 脚本 - 鹿目けい子[6]
- 音楽 - 青木沙也果[6]
- 主題歌 - 夜々「Lonely Night」（ワーナーミュージック・ジャパン）[22]
- 演出 - 明石広人、西村了、仙田晋之、浜潟尚[6]
- 制作 - 吉田絵[6]
- プロデュース - 小林拓弘[6]
- プロデューサー - 伊藤裕史、阿利極（AX-ON）、明石広人[6]
- 協力プロデューサー - 赤木建彦[6]
- 制作プロダクション - AX-ON[6]
- 製作著作 - 日本テレビ[6]

### 放送日程
| 各話   | 放送日  | サブタイトル                         | 演出     |
| ------ | ------- | ------------------------------------ | -------- |
| 第1話  | 1月08日 | 目が覚めたら、イケメン上司の妻でした | 明石広人 |
| 第2話  | 1月15日 | この溺愛には、秘密がある…            | 明石広人 |
| 第3話  | 1月22日 | モラハラ彼氏VS溺愛上司               | 仙田晋之 |
| 第4話  | 1月29日 | マウント女子が本領発揮               | 仙田晋之 |
| 第5話  | 2月05日 | ドキドキデートと痛烈ビンタ           | 西村了   |
| 第6話  | 2月12日 | 謎の美女が『家庭を壊す』!?           | 西村了   |
| 第7話  | 2月19日 | "0日婚"の真相へ!?                    | 仙田晋之 |
| 第8話  | 2月26日 | ついに、2人が結ばれる!               | 明石広人 |
| 第9話  | 3月05日 | お家騒動ロマンス編、開幕!            | 明石広人 |
| 第10話 | 3月12日 | ラスボス社長が2人を引き裂く…         | 仙田晋之 |
| 第11話 | 3月19日 | 最終回直前!変わらない愛              | 西村了   |
| 最終回 | 3月26日 | 最高のハッピーエンド!感動のラスト!   | 明石広人 |

- 第11話は前日放送の『MLB開幕戦2025「カブス×ドジャース」』中継の60分延長（19:00 - 22:00）と『news zero』拡大放送（0:00 - 1:09）のため、70分繰り下げられ、1時34分 - 2時4分に放送された。

### スピンオフドラマ
『いきなり○○』のタイトルで、動画配信サービス「TVer」にて、1月8日（7日深夜）の本編第1話放送終了後から配信。

#### キャスト（スピンオフドラマ）
- 小柴真央 - 齊藤京子
- 東美香 - 椛島光
- 高田航太 - 藤堂日向
- 八木優花 - 工藤遥
- 荒木太一 - 島丈明
- 安藤栄治 - 高嶋政伸
- 安藤創 - 城田優

#### 放送日程（スピンオフドラマ）
| 各話 | 放送日  | サブタイトル |
| ---- | ------- | ------------ |
| #1   | 1月08日 | いきなり告白 |
| #2   | 1月15日 | いきなりマヨ |
| #3   | 1月22日 | いきなり浮気 |
| #4   | 2月05日 | いきなり探偵 |
| #5   | 2月26日 | いきなり運命 |

| 日本テレビ系列 ドラマDEEP                                       | 日本テレビ系列 ドラマDEEP                                         | 日本テレビ系列 ドラマDEEP                                                                                    |
| 前番組                                                          | 番組名                                                            | 次番組 |
| --------------------------------------------------------------- | ----------------------------------------------------------------- | --- |
| 3年C組は不倫してます。 （2024年10月2日 - 12月18日）             | いきなり婚 （2025年1月8日 - 3月26日）                             | 完全不倫 -隠す美学、暴く覚悟- （2025年7月2日 - ）                                                            |
| 日本テレビ系列 水曜 0:24 - 0:54（火曜深夜）（火曜プラチナイト） |                                                                   | |
| 3年C組は不倫してます。 （2024年10月2日 - 12月18日）             | いきなり婚 （2025年1月8日 - 3月26日） - ※ここまで『ドラマDEEP』枠 | 機動戦士Gundam GQuuuuuuX （2025年4月9日 - 6月25日） - ※0:29 - 0:59 - ※本番組のみ『火曜プラチナイトアニメ』枠 |